# Z-20 (航空機)
Z-20
- 用途：汎用・対潜
- 設計者：中航工業直昇機設計研究所とハルビン飛機工業集団の共同設計
- 製造者：ハルビン飛機工業集団 (HAIG）
- 運用者： 中国（中国人民解放軍）
- 初飛行：2013年12月23日
- 生産数：
80+機（2020年12月現在）
3000+機（予想総生産数）
- 運用開始：2010年代
- 運用状況：現役
- 原型機：UH-60 ブラックホーク

Z-20（拼音: zhí-20, 簡: 直-20）は中国航空工業集団有限公司傘下の中航工業直昇機設計研究所（英: China Helicopter Research and Development Institute, CHRDI）およびハルビン飛機工業集団有限責任公司（英: Harbin Aircraft Industry (Group) Co., Ltd. (HAIG)）が設計し、HAIGが生産する、中型多用途ヘリコプター。

## 開発
1990年代後半に開始されたと言われているが、Z-10やZ-8/Z-18の専用の用途の派生型を開発する緊急性が高かったため、その優先度は低くなった。2010年以降、開発の進捗度は加速した。この時点でシコルスキーS-70C/UH-60 ブラックホークは、すでに中国で使用されており、設計の基本となったように見えるが、部分的に、特にローターシステムとエンジンに違いがある。人民解放軍が運用しているMi-8またはMi-17を代替するために計画されたと考えられている。人民解放軍海軍による採用も可能性が高いと考えられている。
試作機は2012年12月までに完成したと報じられている。2013年8月、中国のインターネットに投稿された、おそらく閻良の中国飛行試験評価センターへ輸送中の機体胴体の画像は、暫定的にZ-20として識別された。初飛行は2013年12月23日であった。2019年10月1日に北京で開催された軍事パレードで初公開された。

## 設計
S-70と比較すると、メインローターのブレードは5枚に増えており、キャビンは長く、横幅は広くなっている。陸軍汎用型のZ-20の尾輪は、より後方に取り付けられている。最大離陸重量は10トンクラスである。フライト・グローバルは、中国航空工業集団の関係者の話を引用して、主要な開発の一つはこのタイプのフライバイワイヤー制御であることを報じている。
対潜型のZ-20Fは胴体前部の下部にレドームが取り付けられており、中には水上捜索レーダーを収納している。胴体の両側面には機外搭載品ステーションを有するスタブウイングが取り付けられている。コックピットの前方には電子光学/赤外線センサー・ターレットが搭載されている。尾輪は、陸軍汎用型のZ-20と異なりテールブームの付け根付近に取り付けられている。
海軍汎用型のZ-20Jは対潜型Z-20Fと異なり、電子光学/赤外線センサーとスタブウイングがない。

## 運用
人民解放軍陸軍が使用する汎用型は2018年頃から生産されていて、2021年1月時点で少なくとも2個陸軍航空兵旅団が受領しており、そのうち何機かはチベットに駐屯する陸軍部隊を支援するため配備された。陸軍航空兵の実動部隊で用いられている形式のシリアル番号を表示した機体の写真が、中国のインターネットに投稿された。この写真は量産型のZ-20が既に陸軍において就役したことを示唆している。
人民解放軍海軍が使用する汎用型は2019年10月に中国のインターネットに画像が投稿され、2020年4月には対潜戦に対応する型が中国のインターネットに投稿された。海軍汎用型はZ-20J、対潜戦型はZ-20Fと呼称されている。
人民解放軍海軍陸戦隊が使用する派生型の開発を示唆する画像が2021年1月12日頃に中国のインターネットに投稿された。画像には対戦車ミサイルを搭載して飛行する機体が示されていた。このミサイルはKD-10の様に見え、対艦ミサイルの用途に使えることは余り知られていないと報じている。

## 派生型
Z-20
陸軍汎用型（基本型）
Z-20F
対潜型
Z-20J
海軍汎用型
Z-20?
中国人民解放軍海軍陸戦隊航空部隊用

## 運用国
中華人民共和国
- 中国人民解放軍陸軍
- 中国人民解放軍海軍
- 中国人民解放軍空軍
- 中国人民武装警察部隊

## 仕様
出典: 
諸元
- 乗員: 2名
- 定員: 武装兵士12～15名
- 全長: 65ft 7in （20m）
- 全高: 17ft 5in （5.3m）
- ローター直径:
- 空虚重量: 11,023lb （5,000kg）
- 最大離陸重量: 22,046lb （10,000kg）
- 動力: SAIC WZ-10 ターボシャフト、1,790kw[5] （2,400shp[5]）   × 2

性能